# 溶出

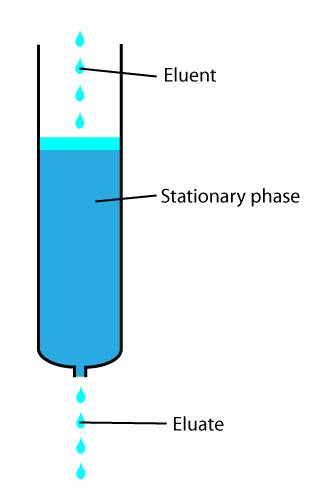
クロマトグラフィーカラム

分析化学や有機化学において、溶出（ようしゅつ、英語: Elution）は、溶媒で洗浄することによりある材料を別の材料から抽出する過程である。溶離（ようり）ともいう。
例えば、液体クロマトグラフィー実験において、分析物は一般的に液体クロマトグラフィーカラム内の吸着剤に吸着されるまたは「結合」される。吸着剤である固相（固定相）は固体支持体上に被覆された粉末である。吸着剤の組成に基づいて、他の分枝を「保持」するための様々な親和性を持ち、粒子の表面に薄膜を形成することができる。溶出はそのとき、「溶離液」と呼ばれる溶媒を吸着剤/分析物複合体を通過させることにより、吸着剤から分析物を除去するプロセスである。溶媒分子が「溶出」する、またはクロマトグラフィーカラムを通過すると、吸着剤/分析物の複合体を通過するまたは代わりに吸着剤に結合して分析物と置換することができる。溶媒分子が分析物を置換した後、分析物をカラムから取り出して分析することができる。これにより、移動相がカラムを通過するときに、通常、検出器に流入するか組成分析のために収集される理由である。
溶出の順番の予測と制御は、カラムクロマトグラフィー法の重要な側面である。

## 溶出系列
溶出系列は、所与の吸着剤の溶出力の順番に様々な化合物を一覧にしたものである。溶媒の「溶出力」は、主に付着している吸着剤から分析物を「引き抜く」ことができるかという尺度である。これは溶出剤が固定相に吸着して分析物を置換するときによく生じる。この系列は化合物のクロマトグラフィーに必要な溶媒を決定するのに役立つ。通常、このような系列はn-ヘキサンなどの非極性の溶媒からメタノールや水などの極性溶媒に進む。溶出系列における溶媒の順番は、固定相と順番を決定するために使用される化合物の両方に依存する。
| 吸着力（弱→強）                  | 吸着力（弱→強）                      | 吸着力（弱→強）                    | 吸着力（弱→強）        | 吸着力（弱→強） | 吸着力（弱→強） | 吸着力（弱→強）    | 吸着力（弱→強） | 吸着力（弱→強）    |
| -------------------------------- | ------------------------------------ | ---------------------------------- | ---------------------- | --------------- | --------------- | ------------------ | --------------- | ------------------ |
| 飽和炭化水素; ハロゲン化アルキル | 不飽和炭化水素; ハロゲン化アルケニル | 芳香族炭化水素; ハロゲン化アリール | ポリハロゲン化炭化水素 | エーテル        | エステル        | アルデヒド、ケトン | アルコール      | 酸、塩基（アミン） |

| 溶出力（弱→強）    | 溶出力（弱→強） | 溶出力（弱→強） | 溶出力（弱→強） | 溶出力（弱→強） | 溶出力（弱→強）  | 溶出力（弱→強）    | 溶出力（弱→強）  | 溶出力（弱→強） | 溶出力（弱→強） | 溶出力（弱→強） | 溶出力（弱→強） | 溶出力（弱→強） |
| ------------------ | --------------- | --------------- | --------------- | --------------- | ---------------- | ------------------ | ---------------- | --------------- | --------------- | --------------- | --------------- | --------------- |
| ヘキサン、ペンタン | シクロヘキサン  | ベンゼン        | ジクロロメタン  | クロロホルム    | エーテル（無水） | 酢酸エチル（無水） | アセトン（無水） | メタノール      | エタノール      | ピリジン        | 酢酸            | 水              |

## 溶出剤
溶出剤（溶離液や溶離剤などとも、英語: Eluent）は、移動相の「キャリア」の部分である。これは分析物をクロマトグラフに通す。液体クロマトグラフィーにおいては、溶出剤は液体溶媒であり、ガスクロマトグラフィーにおいては、キャリアガスである。

## 溶出物
溶出物（英語: Eluate）は、クロマトグラフから出てくる分析物である。具体的にはカラムを通過する分析物と溶質の両方が含まれるが、溶出剤はキャリアのみである。

## 溶出時間と溶出体積
溶質の「溶出時間」は、分離の開始（溶質がカラムに入る時間）と溶質が溶出するときの間の時間である。同様に、溶出体積は溶出に必要な溶出剤の量である。特定の手法での既知の溶質混合物の標準条件のもとでは、溶出体積はようしつを特定するのに十分な情報である可能性がある。例えば、アミノ酸の混合物は、イオン交換クロマトグラフィーにより分離されうる。特定の条件下では、アミノ酸は同じ順番で同じ溶出体積で溶出する。

## 抗体溶出
抗体の溶出は、赤血球の表面など、標的に付着している抗体を除去するプロセスである。この手法には熱、超音波、酸または有機溶媒を使用することが含まれる。全ての状況で最適な方法は1つではない。